# Giambattista Pallavicino

Stemma dei Pallavicino

Giambattista Pallavicino (Zibello, prima del 1435 – Reggio Emilia, 12 maggio 1466) è stato un vescovo cattolico e letterato italiano.

## Biografia
Battista Pallavicino apparteneva al ramo lombardo della famiglia Pallavicino, schierata con la parte ghibellina, ed era figlio di Antonio Pallavicino, marchese di Ravarano.
Ricevette un'educazione umanistica raffinata: studiò prima alla scuola di Vittorino da Feltre e successivamente con Guarino Veronese, coltivando la poesia e l’amore per gli antichi codici. Nel 1435 fu ospite dei Marchesi di Saluzzo a Farigliano, dove trascrisse le opere dello storico ebreo Giuseppe Flavio.
Successivamente si trasferì a Roma, dove fu nominato segretario apostolico. Nel 1443 accompagnò papa Eugenio IV a Firenze e, l’anno seguente, il 19 ottobre 1444, fu nominato vescovo di Reggio Emilia. Il suo episcopato si inserisce in un periodo di profonde riforme ecclesiastiche e turbolenze politiche in Italia settentrionale, durante il quale esercitò un ruolo di stabilità e cultura nella diocesi.
Fu in seguito nominato anche referendario apostolico da papa Pio II.
Morì improvvisamente il 12 maggio 1466 per apoplessia (emorragia cerebrale) e fu sepolto nella cripta della cattedrale di Reggio Emilia.

## Opere
- Historia flendae crucis et funeris Domini nostri Jesu Christi, Parma, 1477 (prima edizione)